# والو آلینگو
والو آلینگو (استونیایی: Vallo Allingu؛ زادهٔ ۱۱ ژانویهٔ ۱۹۷۸) بازیکن بسکتبال اهل استونی بود.
از باشگاه‌هایی که در آن بازی کرده‌است می‌توان به باشگاه بسکتبال راکوره تارواس اشاره کرد.